# 다카하마시
다카하마시(일본어: 高浜市)는 일본 아이치현 중부에 있는 시이다. 미카와 지방에 속한다.
요업이 번성하고 이 토지에서 산출되는 양질의 점토를 사용해 제조되는 산슈기와가 유명하다. 2005년 10월까지 아이치현에서 가장 인구가 적은 시는 합병 전의 신시로시였지만 2006년에 이 다카하마시가 가장 인구가 적은 시가 되었고 2009년 4월 1일 기준으로는 야토미시 쪽이 700명 정도 적다.

## 지리
기메우라만(기메우라항)의 동안에 위치하는 평탄한 토지이다. 오야마 공원과 시청 부근의 토지는 비교적 높다. 기메우라 대교를 통해서 한다시 및 지타반도로 갈 수 있다.

## 인접하는 자치체
- 가리야시, 안조시, 헤키난시
- (기메우라항을 사이에 두고) 한다시, 지타군 히가시우라정

## 역사
- 1889년 10월 1일 - 정촌제 시행으로 다카하마촌·요시하마촌·다카토리촌이 탄생하였다.
- 1900년 7월 9일 - 헤키카이군 다카하마촌이 정으로 승격해 헤키카이군 다카하마정이 되었다.
- 1906년 5월 1일 - 다카하마정이 요시하마촌과 다카토리촌을 합병하였다.
- 1956년 - 기메우라 대교가 개통하였다.
- 1970년 12월 1일 - 시로 승격하였다. 이와 함께 헤키카이군이 소멸하였다.

## 교통

### 철도
- 나고야 철도 미카와선

### 도로
- 국도 제247호선
- 국도 제419호선

## 인구
| 연도 | 인구   | ±%     |
| ---- | ------ | ------ |
| 1940 | 14,819 | —      |
| 1950 | 19,120 | +29.0% |
| 1960 | 20,853 | +9.1%  |
| 1970 | 31,102 | +49.1% |
| 1980 | 31,548 | +1.4%  |
| 1990 | 33,478 | +6.1%  |
| 2000 | 38,127 | +13.9% |
| 2010 | 43,983 | +15.4% |